# Casa de Fayzulla Khodjaev

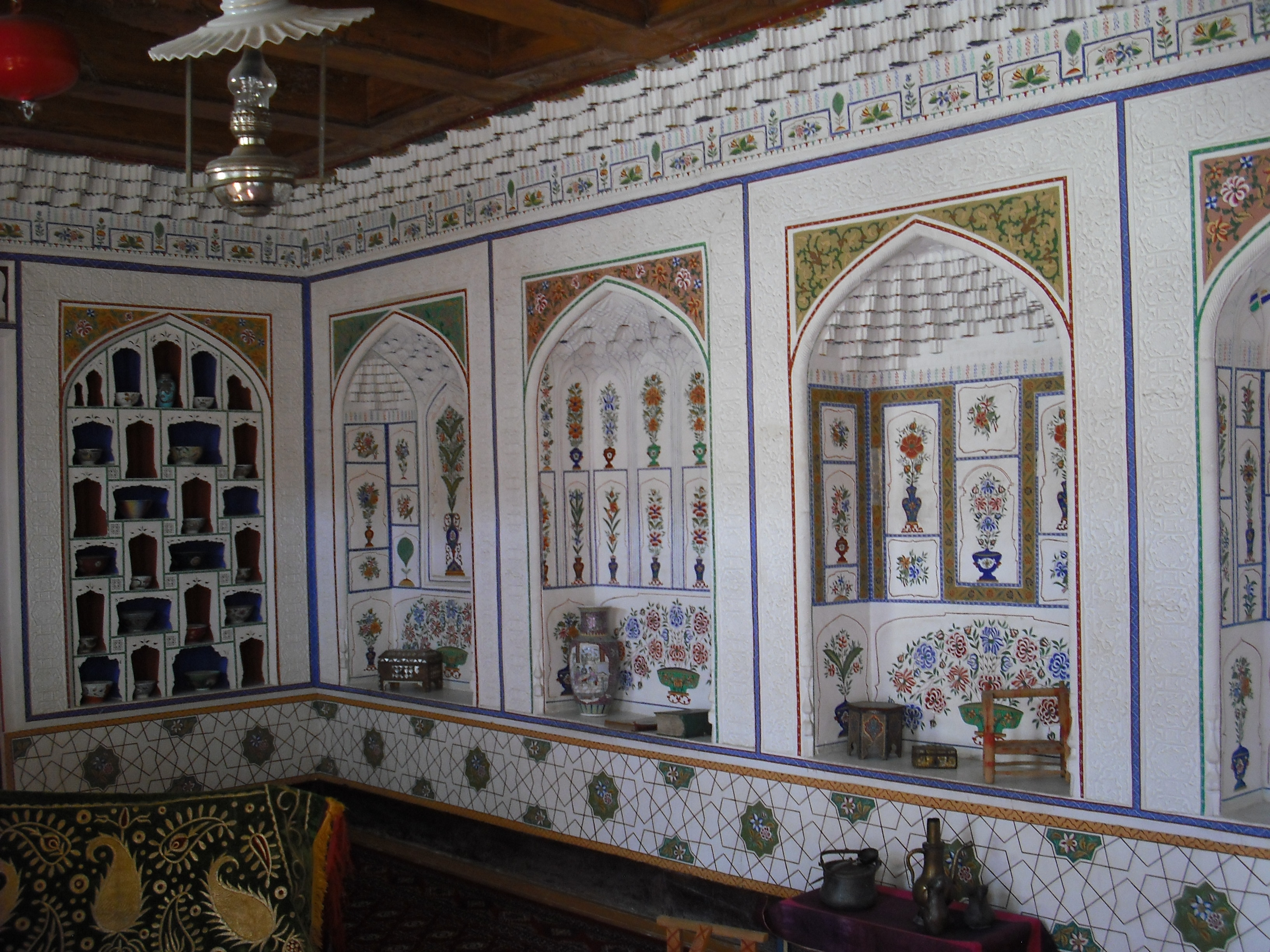

A Casa de Fayzulla Khodjaev ou Casa de Fayzulla Xoʻjayev é um edifício e museu da cidade de Bucara, no Usbequistão, onde nasceu e viveu Fayzulla Khodjaev (em usbeque: Fayzulla Xoʻjayev), um líder bolchevique que se notabilizou nos últimos anos do Emirado de Bucara e nos primeiros anos do regime soviético. Situada no bairro de Goziyon da parte antiga da cidade, é um exemplo da arquitetura civil de Bucara no século XIX.
A casa foi construída em 1891 pelo pai de Fayzulla, Ubaydulla Khodjaev, um comerciante abastado que exportava ovelhas caracul para a Rússia. Quando Ubaydulla morreu em 1912, Fayzulla herdou a casa, juntamente com uma parte das propriedades do pai. Fayzulla viveu na casa até 1925. Nesse mesmo ano, após a dissolução da República Popular Soviética de Bucara e a sua incorporação na República Soviética Usbeque, passou a funcionar como escola até ter sido transformada num museu.

## Fayzulla Khodjaev
Nascido em 1896, Fayzulla Khodjaev estudou na Rússia entre 1907 e 1913 e quando regressou a Bucara foi um dos Yosh buxoroliklar ("Jovens Bucaranos"), um movimento jadidista (de muçulmanos reformadores) inspirado nos Jovens Turcos, que em março de 1918 informaram os bolcheviques que os habitantes de Bucara estavam prontos para a revolução e esperavam pela sua libertação.
Após a tomada do Emirado de Bucara pelo Exército Vermelho em setembro de 1920, Fayzulla tornou-se líder da República Soviética Popular de Bucara e nos anos seguintes continuou a subir na hierarquia soviética. Entre 1924 e 1937 foi o primeiro-ministro da República Soviética Usbeque e em 1925 tornou-se membro do Soviete Supremo da União Soviética. No entanto, devido às suas posições críticas em relação a algumas políticas de Estaline, nomeadamente a monocultura de algodão, quando a Grande Purga chegou à Ásia Central caiu em desgraça, tendo sido exonerado do cargo de primeiro-ministro e declarado inimigo do povo. Em 1938 foi condenado à morte como trotskista e direitista no Julgamento dos Vinte e Um e executado muito pouco tempo depois.
A figura de Khodjaev continua muito controversa até à atualidade. Para os seus detratores, ele era um traidor, pois aceitava a tomada do poder pela Rússia como uma alternativa aceitável à liderança despótica dos cãs que governavam o Emirado de Bucara. Para os seus apoiantes e admiradores, não obstante os seus métodos duros, em última análise o seu objetivo eram bom e
lutava por uma vida melhor para sua cidade e seu povo. Como prova disso, os seus apologistas apontam o facto de ter gasto a sua própria herança ao serviço da causa e o seu martírio final às mãos de Estaline. Qualquer que seja o ponto de vista mais próximo da realidade, ele foi uma ponte entre dois mundos e a sua casa é atualmente um testamento dum certo modo de vida que a modernidade soviética levou a um fim abrupto e duradouro.
O facto da casa ter sobrevivido é considerado quase um milagre, tendo em conta o afã das autoridades soviéticas na demolição das edificações antigas para darem lugar a edifícios modernos. Embora tal não seja certo, é possível que a alta posição de Khodjaev no governo central até 1937 possa ter protegido a casa até lá, mas depois disso ela deve ter estado vulnerável. Uma das razões prováveis para não ter sido demolida é o facto de ter sido convertida num espaço de exposição para mostrar como os antigos senhores dos dias pré-soviéticos viviam luxuosamente enquanto o povo morria de fome. Essa função está na origem do nome pelo qual o edifício ainda hoje é conhecido: "casa dum comerciante rico".

## Descrição

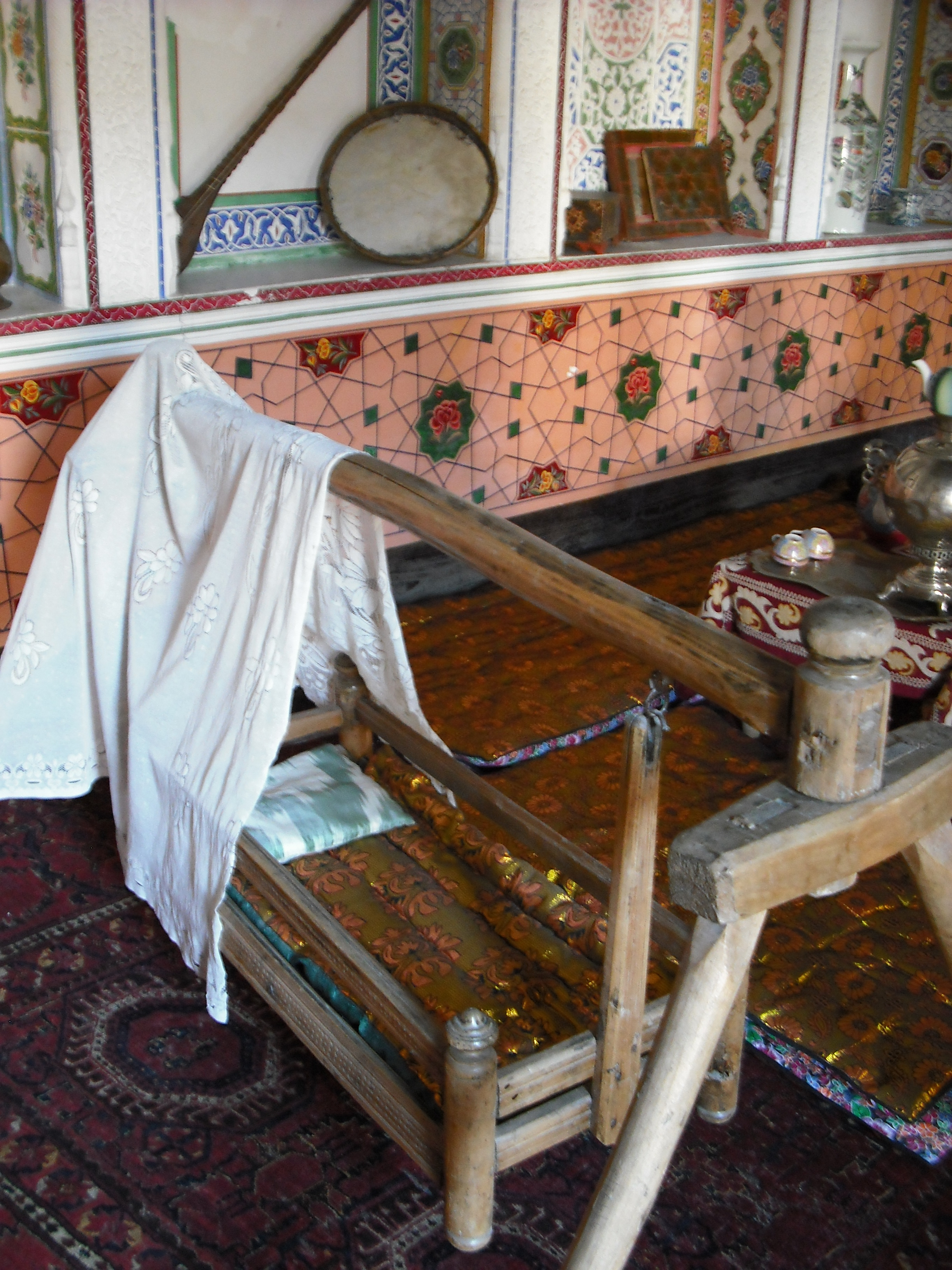

O edifício, em excelente condições de conservação, é uma casa urbana típica da classe alta de Bucara do final do século XIX. A propriedade onde está inserida ocupa cerca de três hectares, afastada dos perigos da rua. A entrada, situada no lado nordeste, é discreta e está quase oculta. Tem um grande jardim e dois pátios, um exterior, para os homens, e um interior, para as mulheres. Todas as paredes são ricamente decoradas com pinturas em madeira e alabastro, relevos em ganch e gesso.
O salão principal, virado a norte, tem um amplo Ivã profundamente recuado que proporcionava sombra durante o verão. A fachada é dividida em oito vãos com quatro janelas amplas no rés de chão e quatro conjuntos de portas, cada uma delas coroada por um segundo conjunto de janelas no primeiro andar, proporcionando ampla luz solar indireta.
As divisões interiores são compridas e estreitas, em que a altura é superior ao comprimento. As vigas do teto  estão deliberadamente à mostra para exibir a riqueza do proprietário, pois a madeira era valiosa e rara. As molduras sob os tetos são ricamente incrustadas com camadas ornamentais de ganch de papel machê e as paredes são constituídas por ivãs que se repetem regularmente (nichos profundos com elegantes abóbadas de muqarnas). Alguns nichos são decorados com artefactos raros do século XIX, como vasos da Dinastia Qing ou preenchidos à maneira persa por uma grande variedade de pequenas prateleiras.
Entre as salas de estar, destacam-se uma sala de inverno, onde há uma grande lareira, e uma sala de primavera com janelas particularmente altas. Na ala principal encontra-se o Salão Branco, ricamente decorado com pinturas coloridas nas paredes; era usado para receber convidados e celebrar festas.
No subsolo da casa há uma rede de túneis cuja função se desconhece. Pode ter sido construído por Fayzulla Khodjaev para se esconder em caso de perigo devido à sua oposição ao emir Maomé Alim Cã se enfurecer com ele, mas é possível que seja anterior à construção da casa.
O museu tem uma exposição sobre a vida de Fayzulla Khodjaev e duas exposições temáticas. A primeira inclui documentos, fotografias, livros e outros objetos pessoais que forma salvos apesar da perseguição de que Fayzulla foi alvo. Uma das exposições temáticas mostra o modo de vida dos mercadores usbeques abastados e inclui diversos objetos de luxo, mobiliário, instrumentos musicais, sede e robes de veludo orientais. Outra exposição é constituída pela vasta coleção de loiça que pertenceu à família Khodjaev, que incluem peças das fábricas Kuznetcov e Gardner, além de peças de cobre e prata de Bucara.